# A601(M)
A601(M) är en motorväg i Storbritannien. Motorvägen som är 2,1 kilometer lång binder ihop motorvägen M6 med mindre vägar vid Carnforth och Lancashire.